# Oulad Fares
Oulad Fares  (in arabo اولاد فارس‎?) è un centro abitato e comune rurale del Marocco situato nella provincia di Settat, regione di Casablanca-Settat. Conta una popolazione di 12 341 abitanti (censimento 2014).